# Wetenschapspark Limburg
Het Wetenschapspark Limburg is een wetenschapspark in Diepenbeek in de Belgische provincie Limburg.
Het park is gelegen tussen de Universiteitslaan N702, de Miezerikstraat, de Ginderoverstraat en de rivier de Demer. Ten noorden liggen de Miezerikvijvers, in het noordwesten het gehucht Godsheide en in het noordoosten het gehucht Rooierheide
Op het grondgebied van Diepenbeek ligt de universitaire Campus Diepenbeek, met daarop de Universiteit Hasselt en twee hogescholen, Hogeschool PXL en UC Leuven-Limburg. Bij de campus ligt sinds 1989 het Wetenschapspark Limburg van 12 hectare groot. WP1 is het oudste gedeelte van het Wetenschapspark met onder meer het Expertisecentrum voor Digitale Media (EDM). De NV Wetenschapspark Limburg beheert op de universitaire campus gebouwen waar een aantal hightech-bedrijven en instituten zijn gevestigd. De bedrijven op het wetenschapspark werken samen met onderzoeksinstituten en onderwijsinstellingen van de campus. De NV Wetenschapspark Limburg NV wordt bestuurd door de Provinciale Ontwikkelingsmaatschappij van Limburg (POM Limburg).
Er is een uitbreidingszone van 20 ha voorzien.

## Galerij

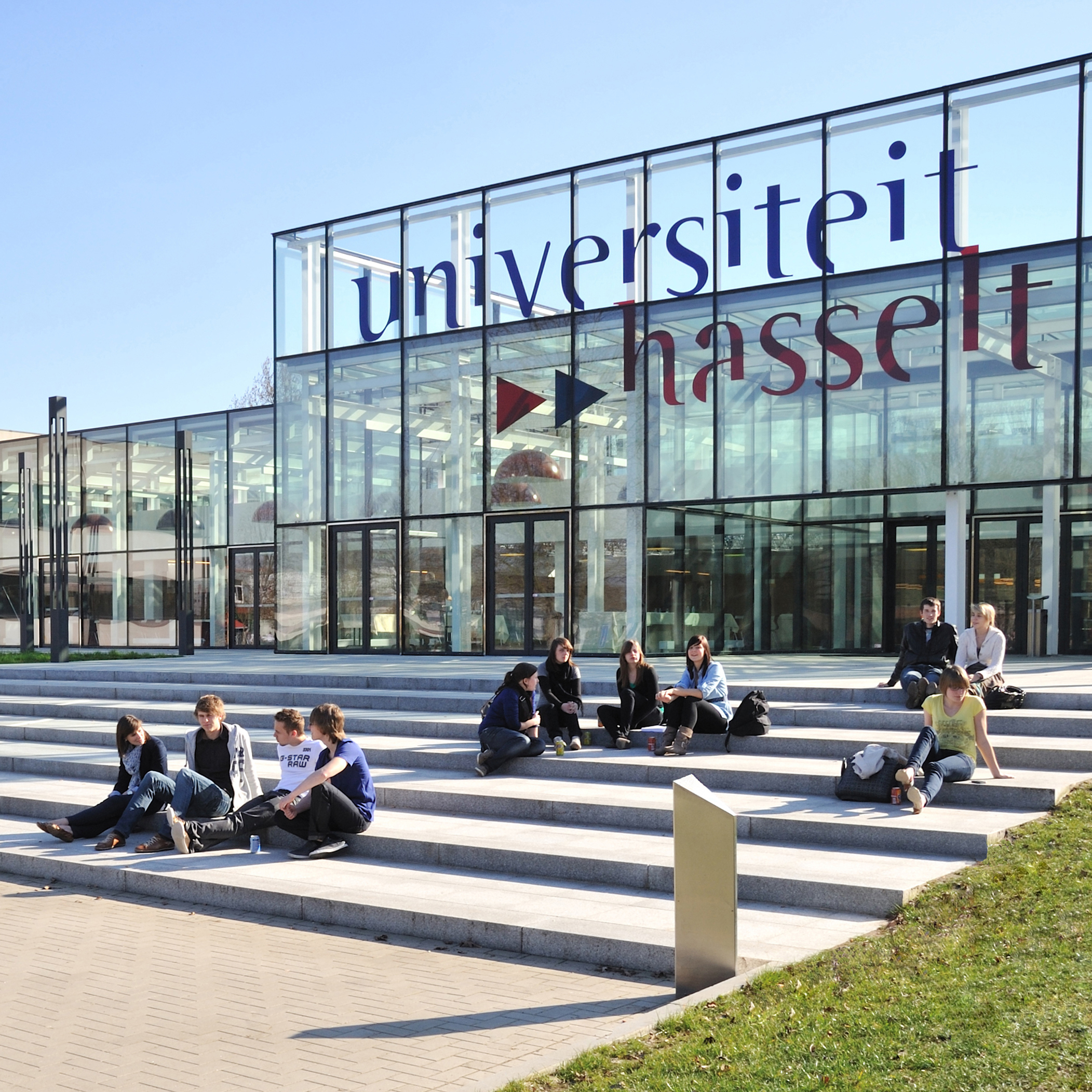
De hoofdingang van het hoofdgebouw van de Universiteit Hasselt.
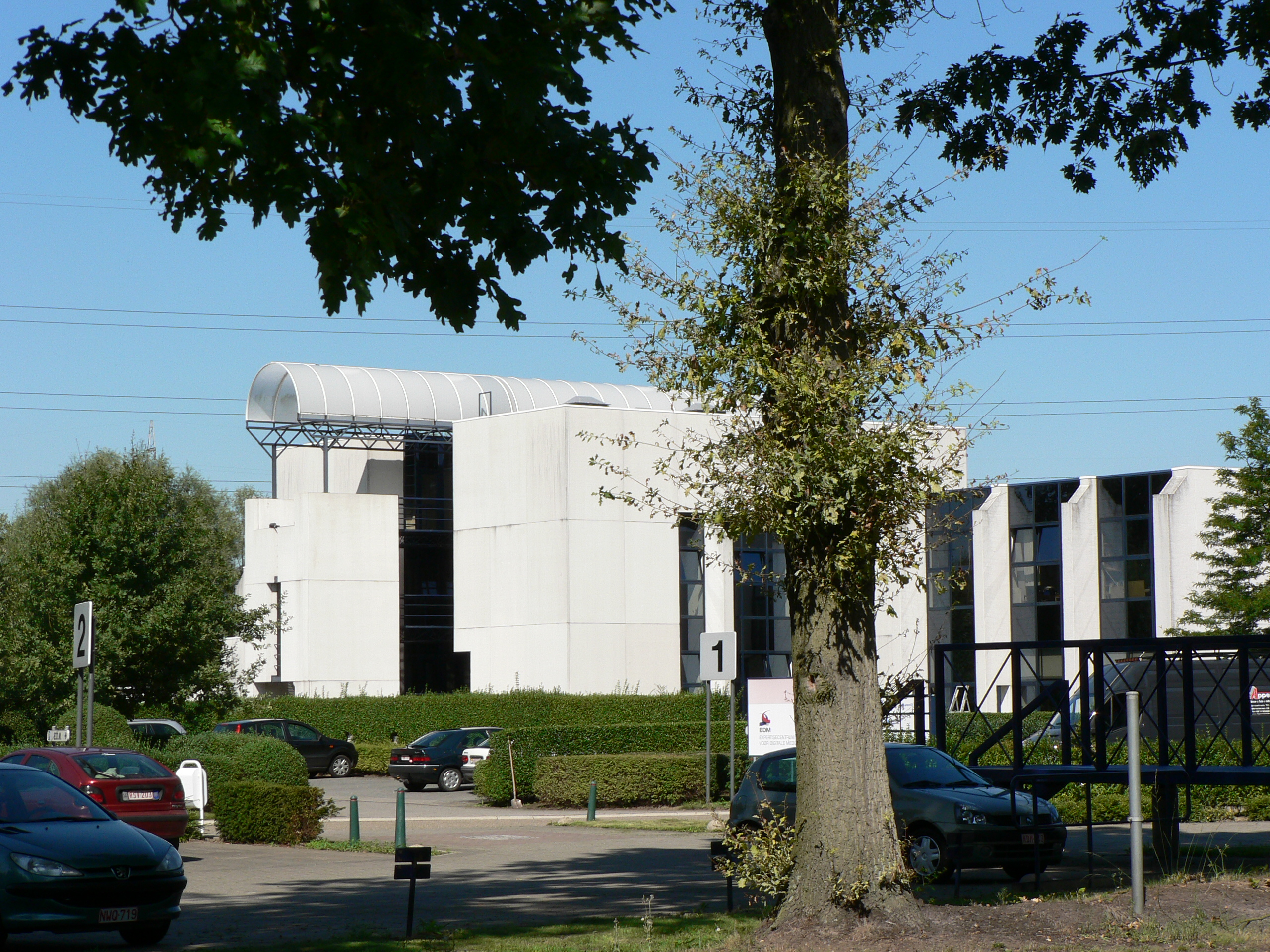
IMO-IMOMEC, het Instituut voor Materiaalonderzoek.
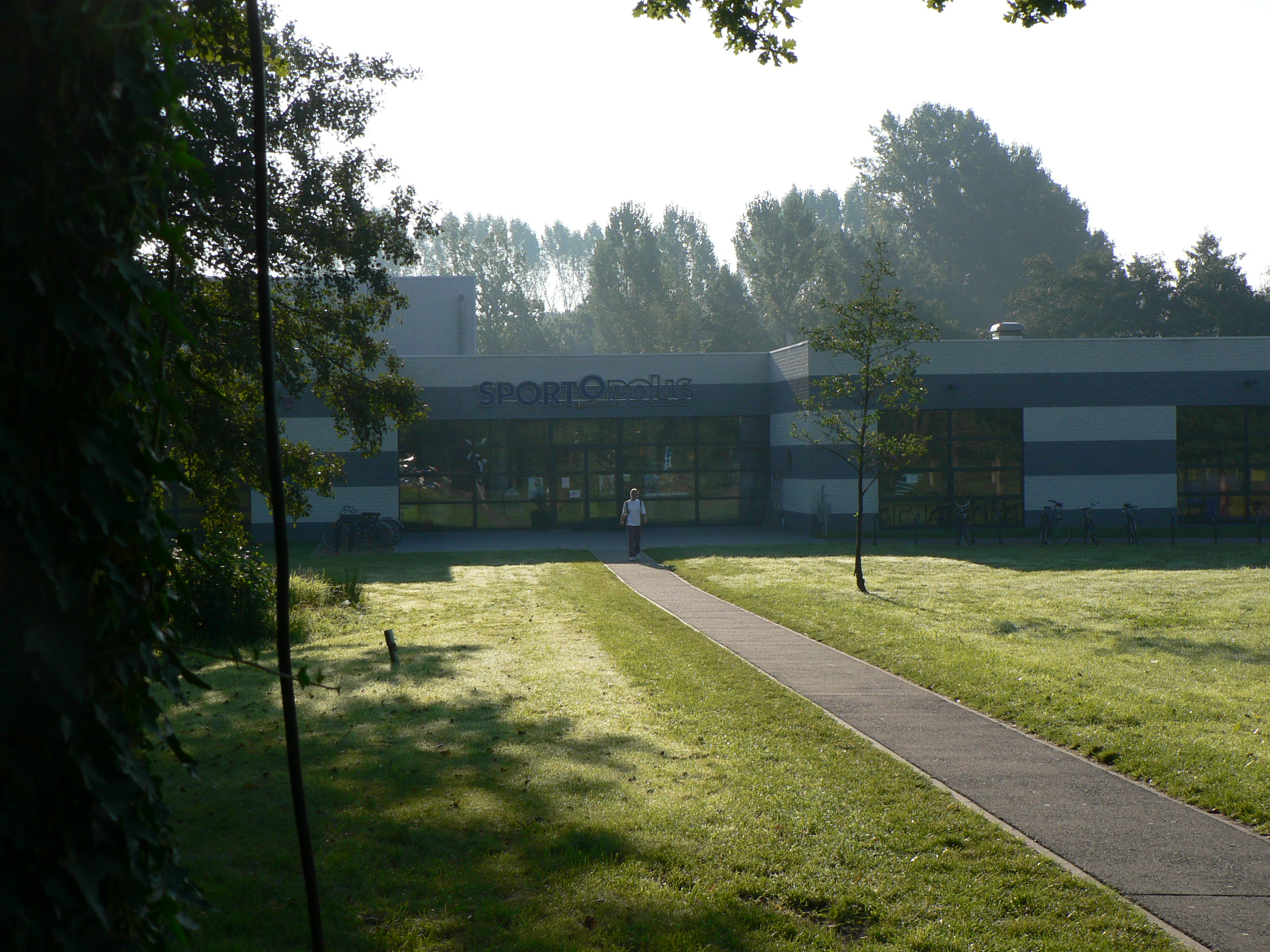
Voormalige Sportopolis, nu een Basic-Fit-fitnesscentrum.